# Centris muralis
Centris muralis är en biart som beskrevs av Hermann Burmeister 1876. Centris muralis ingår i släktet Centris och familjen långtungebin. Inga underarter finns listade.